# سیارک ۲۹۷

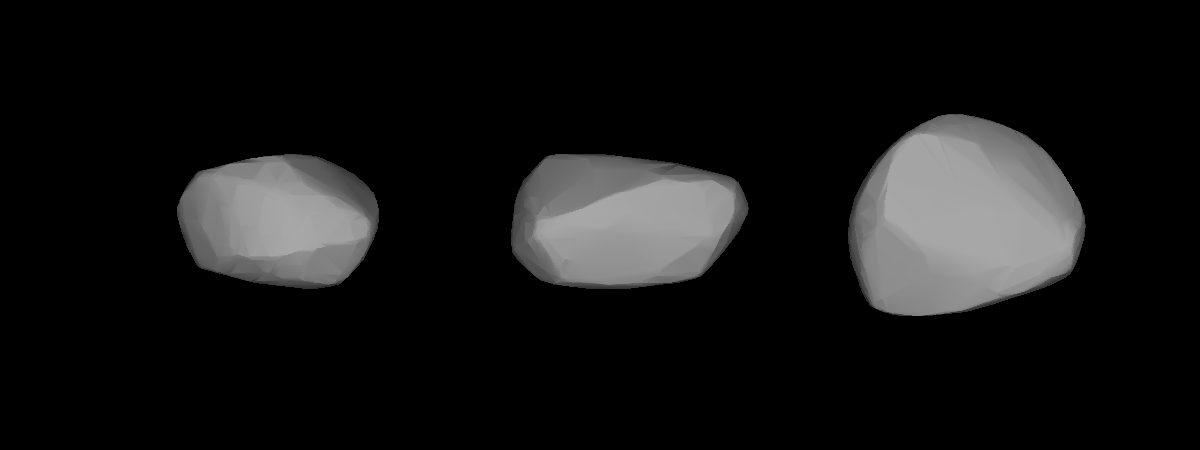
سیارک ۲۹۷

سیارک ۲۹۷ (به انگلیسی: 297 Caecilia) دویست و نود و هفتمین سیارک کشف شده‌است که در ۹ سپتامبر ۱۸۹۰ و در نیس کشف شد.
قدر مطلق سیارک برابر ۹٫۵۰ است.